# Gehyra pilbara
Gecko du Pilbara
Espèce
Synonymes
- Gehyra cognata Börner & Schüttler, 1982

Statut de conservation UICN

 LC  : Préoccupation mineure
Gehyra pilbara est une espèce de geckos de la famille des Gekkonidae.

## Répartition
Cette espèce est endémique d'Australie. Elle se rencontre dans le nord de l'Australie-Occidentale et au Territoire du Nord.

## Étymologie
Son nom d'espèce lui a été donné en référence au lieu de sa découverte : la région de Pilbara.

## Publication originale
- Mitchell, 1965 : Australian geckos assigned to the genus Gehyra Gray (Reptilia, Gekkonidae). Senckenbergiana Biologica, vol. 46, p. 287-319.